# Скотт, Венефриде Агата, 10-я графиня Дайсарт
Венефриде Агата Скотт, 10-я графиня Дайсарт (англ. Wenefryde Agatha Scott, 10th Countess of Dysart; 13 ноября 1889 — 2 июня 1975) — шотландская дворянка.

## Происхождение
Родилась 13 ноября 1889 года. Единственная дочь Чарльза Нормана Скотта (1853—1938) и леди Агнес Мэри Толлмаш (1855—1912). Агата Скотт была мировым судьей от Стюартри из Кирккадбрайта и мировым судьей и адвокатом от Лестершира.

## Брак и дети
Бал по случаю выхода Венефриде в свет был устроен её дядей, 9-м графом Дайсартом, в его резиденции в Хэм-хаусе. 4 января 1913 года Венефрид вышла замуж за майора Оуайна Эдварда Уайтхеда Гривза (? — 18 февраля 1941) из Королевской конной гвардии, внука владельца сланцевой шахты Джона Уайтхеда Гривза. У супругов было три дочери:
- Розамунд Агнес Гривз, 11-я графиня Дайсарт (15 февраля 1914 года — декабрь 2003 года), незамужняя, старшая дочь и преемница матери.
- Кэтрин Гривз, 12-я графиня Дайсарт (1 июня 1918 года — 8 ноября 2011 года), в 1941 году Кэтрин вышла замуж за подполковника Джона Питера Гранта-младшего из Ротимурчуса, от брака с которым у неё было двое детей.
- Леди Мэри Гривз (22 сентября 1921 года — 22 февраля 1955 года)[5][6], в 1942 году она вышла замуж за капитана Бернарда Альберта Бланжера, от брака с которым у неё было две дочери.

## Имущество
После смерти матери в 1912 году и вскоре последовавшего замужества Венефриде, она унаследовала поместье Босвортов. Оно было куплено её отцом, но передано её матери в рамках их брачного соглашения. Венефриде продала поместье и переехала в Уэльс, в то время как её отец вышел на пенсию и переехал в Ампни-Сент-Питер, Глостершир.
Она унаследовала шотландский титул 10-й графини Дайсарт, после смерти своего дяди, Уильяма Толлмаша, 9-го графа Дайсарта, который умер бездетным в 1935 году. Наследство принесло с собой и дальнейшее поместье; собственность в Лестершире, включая 26 445 акров (10 702 га).
В 1939 году Венефриде приобрела замок Стобо, его древнее феодальное баронство и земли, но редко жила в замке из-за начала войны. Оуайн умер там 18 февраля 1941 года. Части более обширного поместья были проданы в течение следующих трёх десятилетий, и замок и сад пришли в медленный упадок. Графиня жила в Стобо до середины 1960-х годов, после чего он пустовал, пока не был продан на аукционе Sothebys в 1972 году.
Венефриде Агата Скотт умерла 2 июня 1975 года в возрасте 85 лет, а графство Дайсарт перешел к её старшей дочери Розамунде.